# Vladimír Bednář
Vladimír Bednář (* 1. Oktober 1948 in Beroun, Tschechoslowakei) ist ein ehemaliger tschechoslowakischer Eishockeyspieler. Über viele Jahre spielte er bei der TJ Plzeň und der tschechoslowakischen Nationalmannschaft auf der Position des Verteidigers.

## Karriere
Vladimír Bednář begann seine Karriere im Nachwuchs der TJ Plzeň und blieb diesem Verein bis 1982 treu. Eine Ausnahme bildete die Zeit seines Armeedienstes, die er bei Dukla Jihlava verbrachte. Mit Jihlava gewann er 1968 und 1969 zwei tschechoslowakische Meistertitel. Insgesamt erzielte er in 407 Saisonspielen der ersten tschechoslowakischen Spielklasse 19 Tore. 1982 bekam er die Erlaubnis, aufgrund seiner Verdienste in das westeuropäische Ausland zu wechseln. Er verbrachte die Spielzeit 1982/83 bei Stjernen in der ersten norwegischen Liga, bevor er in die ČSSR zurückkehrte und 1986 endgültig seine Karriere beendete.
Sehr große Erfolge hatte Bednář bei internationalen Titelkämpfen. Mit der tschechoslowakischen Herrenauswahl gewann er eine Medaille bei Olympischen Winterspielen und drei Medaillen bei Weltmeisterschaften. Seine erste Berufung in das Nationalteam erhielt er für die Eishockey-Weltmeisterschaft 1969, wo die Auswahl der ČSSR die Bronzemedaille errang. Sowohl 1970 (Gewinn der Bronzemedaille) als auch 1972 folgten weitere Teilnahmen an Weltmeisterschaften, wobei er 1972 Weltmeister wurde. Im selben Jahr wurde er zudem in den Kader für die Olympischen Winterspiele 1972 berufen und gewann die Bronzemedaille. Im Nationaltrikot erzielte Bednář in 69 Länderspielen 3 Tore für die Tschechoslowakei.
In der Spielzeit 2006/07 betreute er die tschechische U20-Auswahl als Cheftrainer und nahm mit dieser an der Eishockey-Weltmeisterschaft der Junioren 2007 teil.
2016 wurde Vladimír Bednář in die Tschechische Eishockey-Ruhmeshalle aufgenommen.

## Erfolge und Auszeichnungen
- Tschechoslowakischer Meister 1968 und 1969 mit Dukla Jihlava
- Olympische Bronzemedaille 1972
- Goldmedaille bei der Weltmeisterschaft 1972
- Bronzemedaille bei den Weltmeisterschaften 1969, 1970
- Mitglied der tschechischen Eishockey-Ruhmeshalle 2016